# 巴金

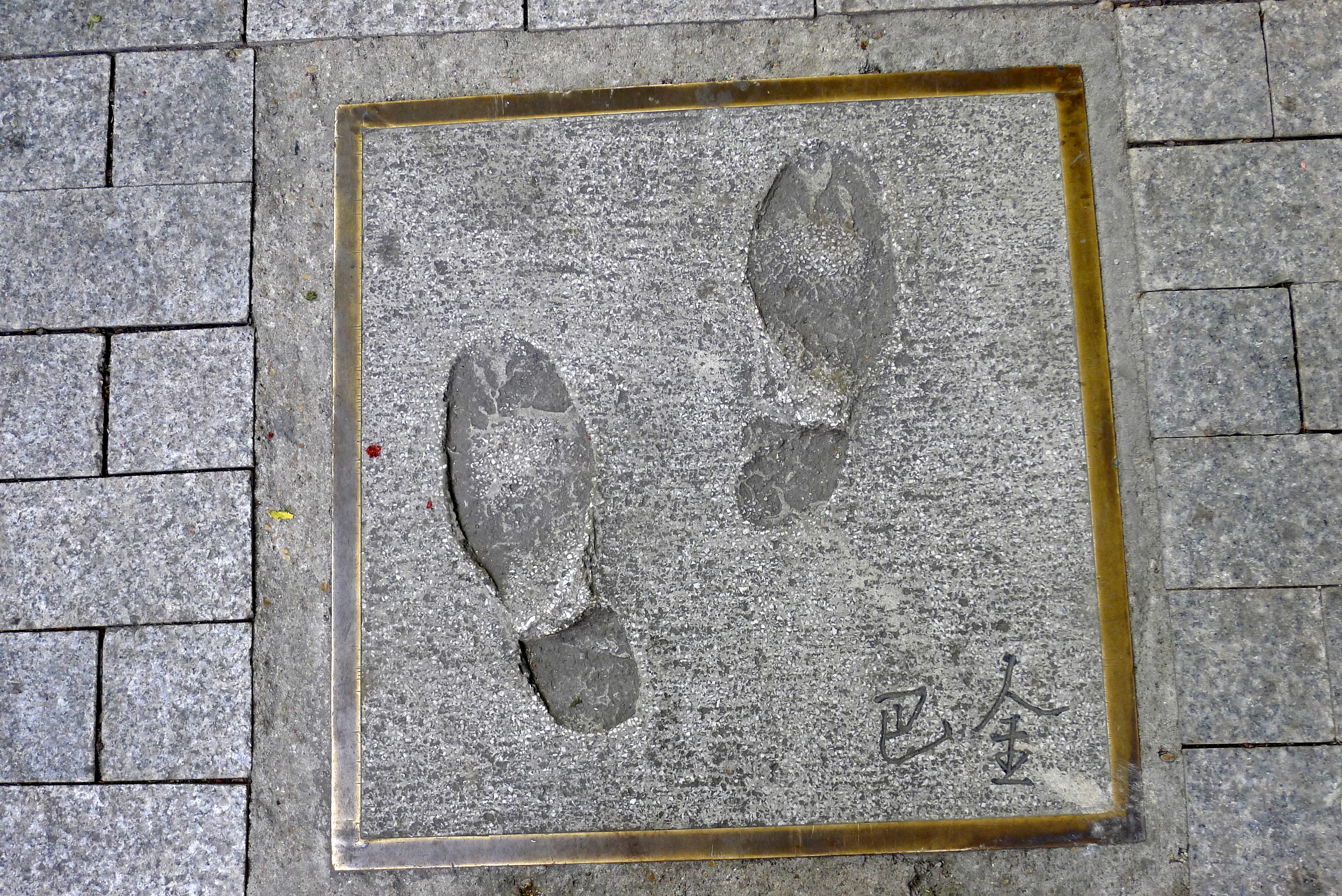
上海多伦路文化名人街巴金签名与足印

巴金（1904年11月25日—2005年10月17日），原名李尧棠，字芾甘，汉族，四川成都人，祖籍浙江嘉兴，中华人民共和国政治人物，原副国级领导人。中国近代作家、出版人、翻译家、无政府主义者。作品被翻譯成多國文字，1949年之後再無長篇小說面世。妻子萧珊，1944年5月與巴金在花溪结婚。1983年3月起，巴金连续五次当选全国政协副主席，任职直到去世为止。
郁风形容巴金爲“民族的良心”。他在文化大革命期間受到迫害，妻子萧珊于1972年被迫害致死。他晚年提议建立中国现代文学馆和文化大革命博物館，但是后者未实现。

## 名字和笔名
巴金的原名和字源于《诗经·国风》中《召南·甘棠》的首句“蔽芾甘棠”。而“巴金”这一筆名源自他一位在留學法國時認識的一位巴姓的同學巴恩波以及這位同學自殺身亡時巴金所翻譯的俄国无政府共产主义者克鲁泡特金著作。他把這二人的名字各取一字，成為了他的筆名。小行星8315正是以他的笔名命名的。

### 曾用過的筆名
佩竿、極樂、非子、黑浪、赤波、壬平、甘寧、亦嗚、嗚希、馬拉、春風、李一切、余一、王文慧、馬琴、余三、余五、余七、黃樹慧、德瑞。（復旦大學教授唐金海考證，由巴金證實。）

## 生平

### 早年
1904年11月25日，巴金出生在四川成都正通顺街。1920年8月，考入成都外语专门学校。1921年4月，以表字芾甘为筆名發表第一篇文章《怎樣建設真正自由平等的社會》。
1919年，通过《新青年》接触到克鲁泡特金所著的《告少年》，此后一直信仰无政府主义。1923年春天，到上海，5月入虹口武昌路景林堂谈道学舍，秋季入讀上海南洋中學，1923年夏考入南京国立东南大学附中，1925年毕业。1925年夏秋，居住上海法租界贝勒路天祥里（黄陂南路永年路149弄），1926年住康悌路（建国东路）39弄康益里4号，1926年冬至1927年住马浪路（马当路）。
1927年，巴金赴法国留学，1928年12月回国。在1928年10月，以巴金為筆名發表譯著《托洛斯基的託爾斯泰論》，為此筆名最早見於報刊的文章。
回到上海后，巴金居住闸北宝山路75号世界语学会，居住宝光里14号楼下客堂间。1929年1月，巴金在此开始创作《家》，以后又创作《雾》、《新生》。直至1932年一二八事变爆发，巴金在日军炮火中逃离闸北，前往法租界，先后居住亚尔培路（陕西南路）287弄步高里52号、环龙路（南昌路）148弄志丰里11号和环龙路（南昌路）136弄花园别墅1号。至1933年春移居到虹口狄思威路麦加里21号（四平路122弄，海伦路口）的亭子间，在那里开始创作《春》。
1930年8月、1932年4月和1933年夏，巴金三度到泉州，与无政府主义者叶非英等人来往。
1934年11月，巴金又赴日本留學，1935年8月回國。仍旧居住狄思威路麦加里21号。1936年11月，移居法租界拉都路（襄阳南路）306弄敦和里21号（今22号）。1938年又迁居霞飞路（淮海中路）霞飞坊（淮海坊）59号，在这里完成了《春》和《秋》。
1936年8月，巴金在上海应约与通信半年的19岁小读者萧珊（原名陈蕴珍）见面认识，两人相差十三岁，开始了八年之恋。1944年5月1日，40岁的巴金和27岁的萧珊在贵阳旅行结婚。从此相濡以沫28年从未吵过一次架。1945年12月，长女李小林（小名国烦）出生于重庆。抗日战争胜利后，巴金主要从事翻译、编辑和出版工作。

### 中年
1949年7月，中共在北平市召开第一次中华全国文学艺术工作者代表大会，巴金当选中国文联常委。上次会议上，巴金的发言“我是来学习的”。
中华人民共和国建国后，1950年，巴金担任上海市文联副主席。同年7月28日，儿子李小棠出生。朝鲜战争期间，巴金两次赴朝鲜访问，辑有《生活在英雄们中间》、《保卫和平的人们》两本散文通讯集。1955年，巴金迁居武康路113号花园洋房。
1957年7月，巴金和靳以主办大型文学刊物《收穫》，并担任主编。1960年8月，當選中國文聯副主席。1966年8月，受上海作家協會“造反派”批判，開始強迫勞動的生活，關進“牛棚”，被《人民日報》署名文章點名批評。1972年8月13日，妻子萧珊罹患直肠癌去世，终年55岁。

### 晚年
1983年3月起，巴金连续五次当选全国政协副主席，任职达22年之久，是中华人民共和国成立以来唯一一位超过百岁且在任上去世的党和国家领导人。1984年5月，被國際筆會第47屆大會推為“世界七大文化名人”之一，10月獲的香港大學授予榮譽文學博士學位。12月當選中国作家协会主席，任職21年直至逝世，才由女作家铁凝接任。
1984年5月，巴金应邀参加了在日本东京召开的第四十七届国际笔会大会。1985年3月26日，主持北京西郊的中國現代文學館開幕典禮。1999年2月8日，因为呼吸道感染發高熱並出現急性呼吸衰竭，病情反覆发作，從此未能出院。
2003年11月25日，中国国务院授予巴金“人民作家”荣誉称号。

### 逝世
巴金晚年患有帕金森氏症、慢性气管炎、高血压、恶性间皮细胞瘤等多种疾病，曾表示要求安樂死。2005年4月，巴金的病情出现异常，发现腹部腹水。经过反复会诊、检查，诊断为腹腔间皮细胞瘤。10月3日胃部出血，10月13日腹腔大量出血，确诊为恶性间皮细胞瘤。2005年10月17日19时6分，巴金因病在上海华东医院逝世，享年100岁。
2005年10月24日下午，巴金的遗体在上海龙华殡仪馆火化。受中共中央的委托，时任中共中央政治局常委、全国政协主席贾庆林，中共中央政治局委员、上海市委书记陈良宇，国务委员陈至立，全国政协副主席、中央统战部部长刘延东专程前往上海龙华殡仪馆为巴金送别，并且慰问其亲属。
2006年11月25日，在巴金诞辰102周年之际，根据巴金的遗愿，他和妻子萧珊的骨灰被撒入上海长兴岛附近的东海海域。

## 思想
巴金很爱中国，希望像龔自珍一樣「化作春泥更護花」，使中國成長。他為自己在文革時明哲保身感到內疚，認為談論文革是要警惕我們自己，警告不要再搞偶像崇拜和强調要說真話，認為新文學能鼓舞精神，寄予很大期望。

## 作品

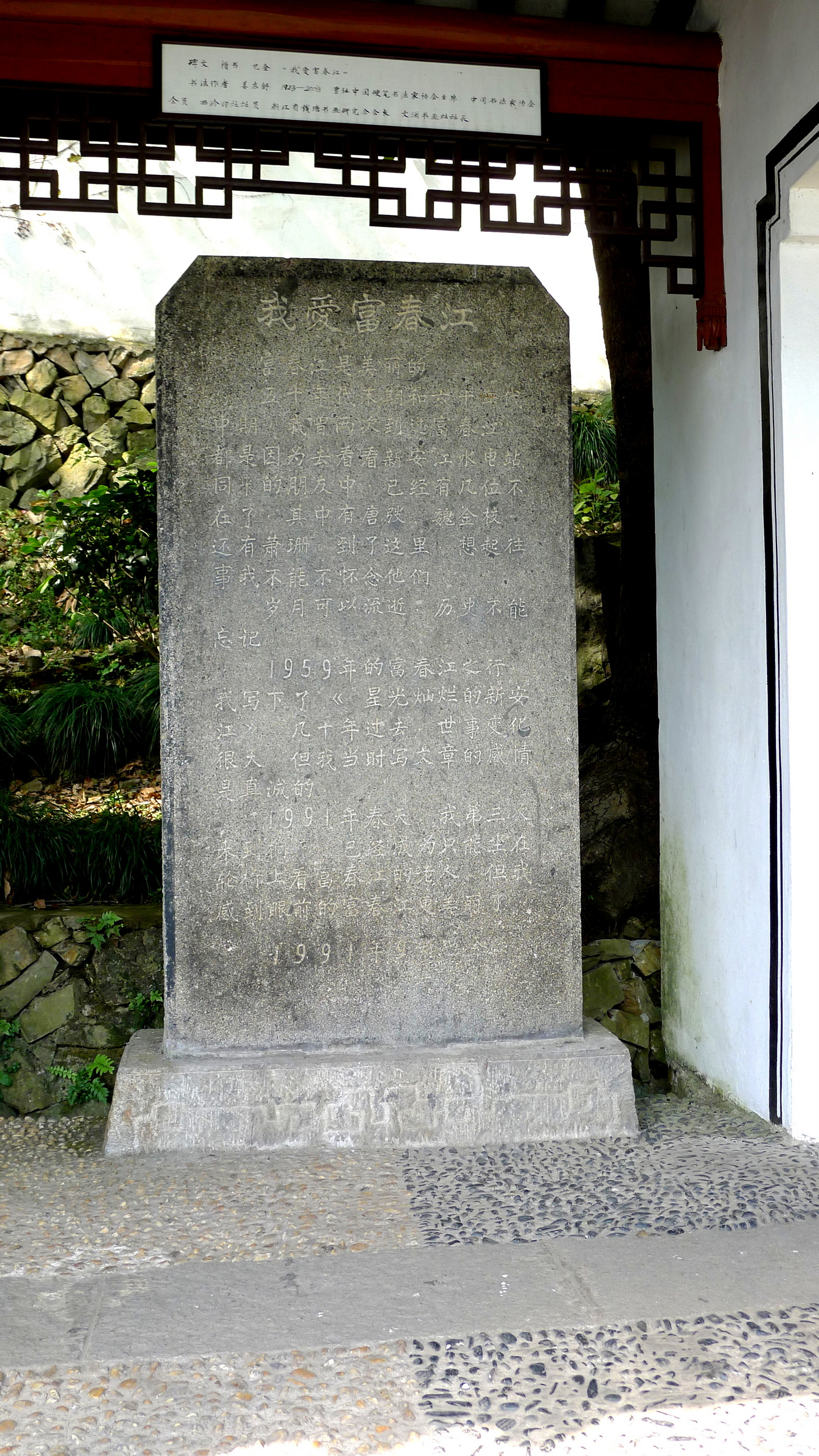
严子陵钓台碑园巴金《我爱富春江》碑

### 长篇小说
- 爱情三部曲，1936良友图书公司
  - 《雾》1931新中国书局初版
  - 《雨》1933良友图书公司初版
  - 《电》1935良友图书公司初版
- 激流三部曲
  - 《家》1931年在《时报》上连载，1933年开明书店初版
  - 《春》1938年开明书店初版
  - 《秋》1940年开明书店初版
- 《火》（共三部），
  - 第一部1940年开明书店初版
  - 第二部1941年开明书店初版
  - 第三部1945年开明书店初版
- 《寒夜》，1947，晨光书店初版

### 中篇小说
- 《灭亡》，1929，开明书局
- 《死去的太阳》，1931，开明书店
- 《海的梦》，1932，新中国书局
- 《春天里的秋天》，1932，开明书店
- 《砂丁》，1933，开明书店
- 《萌芽》（又名《雪》），1933，现代书店
- 《新生》，1933，开明书店
- 《利娜》，1940，文化生活出版社
- 《憩园》，1944，文化生活出版社
- 《第四病室》，1946，良友图书公司

### 短篇小说集
- 《复仇》，1931，新中国书局
- 《光明》，1932，新中国书局
- 《电椅》，1933，新中国书局
- 《抹布》，1933，北平星云堂书店
- 《将军》，1934，生活书局
- 《神·鬼·人》，1935，文化生活出版社
- 《沉落》（又名《沦落》），1936，商务印书馆
- 《发的故事》，1936，文化生活出版社
- 《雷》，1937，文化生活出版社
- 《还魂草》，1942，文化生活出版社
- 《巴金短篇小说集》（共3卷），1936-1942，开明书店
- 《小人小事》，1943，文化生活出版社
- 《英雄的故事》，1953
- 《明珠和玉姬》，1957，少年儿童出版社
- 《猪与鸡》，1959，作家出版社
- 《李大海》，1961，作家出版社

### 散文集
- 《海行》（又名《海行杂记》），1932，新中国书局
- 《旅途随笔》，1934，生活书局
- 《点滴》，1935，开明书店
- 《生之忏悔》，1936，商务印书馆
- 《短简》，1937，良友图书公司
- 《控诉》，1937，重庆烽火社
- 《梦与醉》，1938，开明书店
- 《感想》，1939，重庆烽火社
- 《黑土》，1939·文化生活出版社
- 《龙·虎·狗》，1941，文化生活出版社
- 《无题》，1941，文化生活出版社
- 《废园外》，1942，重庆烽火社
- 《旅途杂记》，1946，上海万叶书店
- 《怀念》，1947，开明书店
- 《静夜的悲剧》，1948，文化生活出版社
- 《纳粹杀人工厂—奥斯威辛》，1951，平明出版社
- 《华沙城的节日—波兰杂记》，1951，平明出版社
- 《慰问信及其他》，1951，平明出版社
- 《生活书局在英雄们中间》，1953，人民文学出版社
- 《大欢乐的日子》，1957，作家出版社
- 《坚强的战士》，1957，少年儿童出版社
- 《友谊集》，1959，作家出版社
- 《赞歌集》，1960，上海文艺出版社
- 《倾吐不尽的感情》，1963，百花文艺出版社
- 《贤良桥畔》，1964，作家出版社
- 《大寨行》，1965，山西人民出版社
- 《烟火集》，1979，人民文学出版社
- 《随想录》（全5卷）1987，三联书店
  - 《随想录》1980，人民文学出版社
  - 《探索集》1981，人民文学出版社
  - 《真话集》1983，人民文学出版社
  - 《病中集》1984，人民文学出版社
  - 《无题集》1986，人民文学出版社
- 《序跋集》，1982，花城出版社
- 《忆念集》，1982，宁夏人民出版社
- 《愿化泥土》，1984，百花文艺出版社
- 《控诉集》，1985，海峡文艺出版社
- 《十年一梦》，1986，人民日报出版社
- 《再思录》，1995，上海远东出版公司

### 译著
- 《科学的社会主义》（理论），阿里斯著，1927，民钟社
- 《面包略取》（理论），俄国克鲁泡特金著，1927，上海自由书店
- 《狱中与逃狱》（回忆录），俄国克鲁泡特金著，与李石曾合译，1927，广州革新书局
- 《薇娜》（短篇小说、剧本合集），波兰廖·抗夫著，与李石曾合译，1928，开明书店
- 《人生哲学：其起源及其发展》（上下编，理论），俄国克鲁泡特金著，1928-1929，上海自由书店
- 《为了知识与自由的缘故》（短篇小说集），俄国普利洛克等著，1929，新宇宙
- 《一个卖鱼者的生涯》（传记），意大利凡宰特著，1929，上海自由书店
- 《蒲鲁东的人生哲学》（理论），俄国克鲁泡特金著，1929，上海自由书店
- 《前夜》（剧本），波兰廖·抗夫著，1930，上海启智书局
- 《丹东之死》（剧本），苏联A·托尔斯泰著，1930，开明书店
- 《克鲁泡特金自传》俄国克鲁泡特金著，1930，开明书店
- 《草原故事》（短篇小说集），苏联高尔基著，1931，上海马来亚书店
- 《秋天里的春天》（长篇小说），匈牙利尤利·巴基著，1932，开明书店
- 《过客之花》（剧本），意大利阿美契斯著，1933，开明书店
- 《狱中记》（传记），美国柏克曼著，1935，文化生活出版社
- 《俄国虚无运动史话》（史话），俄国斯特普尼亚克著，1936，文化生活出版社
- 《门槛》（短篇小说集），俄国屠格涅夫等著，1936，文化生活出版社
- 《夜未央》（剧本），波兰廖·抗夫著，1937，文化生活出版社
- 《告青年》（理论），俄国克鲁泡特金著，1937，美国旧金山平社出版部
- 《一个家庭的戏剧》（传记，又名《家庭的戏剧》），俄国赫尔岑著，1940，文化生活出版社
- 《叛逆者之歌》（诗集），俄国普希金等著，1940，文化生活出版社
- 《父与子》（长篇小说），俄国屠格涅夫著，1943，文化生活出版社
- 《迟开的蔷薇》（短篇小说集），德国斯托姆著，1943，文化生活出版社
- 《处女地》（长篇小说），俄国屠格涅夫著，1944，文化生活出版社
- 《散文诗》（散文诗集），俄国屠格涅夫著，1945，文化生活出版社
- 《快乐王子集》（童话、散文诗合集），英国王尔德著，1948，文化生活出版社
- 《回忆托尔斯泰》（回忆录），苏联高尔基著，1950，平明出版社
- 《回忆屠格涅夫》（回忆录），俄国巴甫洛夫斯基著，1950，平明出版社
- 《草原集》（短篇小说集），苏联高尔基著，1950，平明出版社
- 《屠格涅夫中短篇小说集》，俄国屠格涅夫著（与蕭珊合译），1959，人民文学出版社
- 《往事与随想》，俄国赫尔岑著，出版了第一册，未全部翻译完成。

### 自传与回忆录
- 《巴金自传》，1934，第一出版社
- 《忆》，1936，文化生活出版社
- 《创作回忆录》1982，人民文学出版社
- 《巴金自传》，1995，江苏文艺出版社

### 理论
- 《无政府主义与实际问题》（合著），1927，上海民钟社
- 《从资本主义到安那其主义》，1930，上海自由书店
- 《谈契河夫》，1955，平明出版社

### 文集
- 《巴金选集》共10卷，1982，四川人民出版社
- 《巴金全集》共26卷，1986，人民文学出版社。其中1-11卷小说，12-20卷散文，21卷译文，22-24卷书信，25-28卷日记。
- 《巴金译文全集》共10卷，1987，人民文学出版社

## 荣誉和奖项
- 1982年 意大利国际但丁奖
- 1983年 法國榮譽軍團勳章
- 1984年 香港中文大学荣誉文学博士
- 1985年 美国文学艺术研究院名誉外国院士称号
- 1990年 苏联人民友谊勋章
- 1990年 日本福冈亚洲文化奖特别奖
- 1999年 小行星8315被命名为“巴金星”
- 2003年“人民作家”榮譽稱號

## 巴金作品译本
- Jin Ba; Ward Four : A Novel of Wartime China，ISBN 0835126463
- Ba-Jin Die Familie  Nachw. v. Wolfgang Kubin;2002 ISBN 3933314380;
- Ba-Jin：Kalte Nächte : Roman. Nachw. v. Wolfgang Kubin, 1981
- Pa Chin: Sidney Shapiro : Family, 1972 ISBN 0881333735

## 紀念与研究
- 巴金 (小行星)
- 泉州黎明大学有全国首家巴金研究所，并编辑出版《巴金研究》季刊。[16]

## 家庭
妻子 萧珊(1917—1972)，原名陈蕴珍，鄞县人。作家，《上海文学》、《收获》编辑，兼事文学翻译。
女儿 李小林，作家。1968年毕业于上海戏剧学院戏剧文学系，编辑。《收获》杂志主编。
儿子 李小棠，1950年出生，1982年毕业于上海复旦大学中文系。上海市政协文史资料编辑室编辑。
大哥 李尧枚，巴金《家》中觉新的原型。
三哥 李尧林，天津南开中学英语教师。
弟弟 李济生（1917年—2022年12月30日），作家、翻译家、上海文史馆馆员、上海文艺出版社编审。

## 研究書目
- 蕭明翰：《大家族的沒落——福克納和巴金家庭小說比較研究》（桂林：廣西師範大學出版社，1994）。
- 彭小妍：〈階級鬥爭與女性意識的覺醒──巴金《激流三部曲》中的無政府主義烏托邦理念 （页面存档备份，存于）〉。
- 坂井洋史：〈关于“后启蒙”时期现代文学研究的思考——以“巴金与五四新文学传统”为主题的研究 （页面存档备份，存于）〉。
- 山口守：〈巴金——一个理想主义者的世纪守望 （页面存档备份，存于）〉。
- 山口守：〈巴金与爱玛·高德曼：1920年代国民革命中的无政府主义 （页面存档备份，存于）〉。
- 山口守：〈巴金与西班牙内战 （页面存档备份，存于）〉。
- 山口守：〈巴金与萨珂、樊塞蒂事件 （页面存档备份，存于）〉。

### 畫像
- 巴金 / 江啟明 (Kong Kai Ming)   Portrait Gallery of Chinese Writers (Hong Kong Baptist University Library 香港浸會大學圖書館)

| 文化職務      | 文化職務                        | 文化職務      |
| ------------- | ------------------------------- | ------------- |
| 前任者： 茅盾 | 中国作家协会主席 1984年－2005年 | 繼任者： 铁凝 |